# Delibláti-homokpuszta
A Delibláti-homokpuszta (szerbül Делиблатска пешчара / Deliblatska peščara) mintegy 300 négyzetkilométernyi homokos terület Szerbiában, a Vajdaságban. A Bánság déli részén terül el, a Duna és a Kárpátok délnyugati lejtői között. A homokpuszta a Kevevára községhez tartozó Deliblát faluról kapta nevét. A fő felszíni formái ellipszis alakú dombok sztyeppekkel és erdős sztyepp övekkel. 
A Delibláti-homokpuszta a legnagyobb homokos terület Európában, egy ősi sivatag része, amely a Pannon-tenger visszahúzódásakor keletkezett. Számos endemikus növény- és állatfaj él itt, amely Európában és a világon ritka vagy veszélyeztetett. Erdőségei és környezete miatt különlegesen védett területté nyilvánították, és első osztályú védelem alá vették.
Szokták Európa Szaharájának vagy az öreg kontinens legöregebb sivatagjának is nevezni.

## Földrajz
A Delibláti-homokpusztára az eolikus folyamatok jellemzők; számos homoklerakódásból álló dűneszerű felszíni forma alkotja. A dűnék 70–200 méter magasak. A buckák jellegzetes formáját a kossava nevű, délkelet–északnyugati irányú szél alakította ki.
Déli részét, amely a Dunáig nyúlik, és Labudovo okno néven ismert, 2006-ban rámszari területté nyilvánították. Területe mintegy 40 négyzetkilométer, és mocsarak, tavak, a Karas folyó meanderei, folyami szigetek (Žilovo, Čibuklija és Zavojska Ada) és a Néra torkolata alkotják. Szerbiában a vándormadarak egyik legfontosabb élőhelye.

## Élővilága
Flórája igen változatos, mintegy 900 különböző növényfajnak ad otthont, amelyeket a Kárpát-medence ritka vagy endemikus fajaiként tartanak számon. Európa hasonló területeit megművelték, erdősítették vagy más módon tették tönkre, de a Delibláti-homokpuszta nagyjából érintetlen maradt. A veszélyeztetett endemikus fajok között van a bánáti bazsarózsa, keleti bazsarózsa, delibláti üröm (Artemisia pancicii), gyékény és törpe mandula. A területen húsz különböző kosborféle nő. A futóhomokot olyan fafajták kötik meg, mint a fehér akác, feketefenyő, erdeifenyő és különböző lombhullató fajták.
A homokpusztán 200 állatfajta él. A gyér faunához tartoznak a Cataglyphis, hangyalesők, földikutya, molnárgörény és csíkos szöcskeegér. Egyes veszélyeztetett ragadozó madarak, mint például a kerecsensólyom, parlagi sas és békászó sas fő tápláléka a tág füves mezőkön élő marmotini. Egyéb itt élő állatok a szürke farkas, szarvasfélék, európai őz és vaddisznó.

## Történelme
A puszta jelenlegi területén az erdőségek feltehetőleg 1775 és 1778 között pusztultak ki.
1789-ben az osztrák hatóságok megbízták a temesvári Franz Bachofen von Echt erdőmérnököt, hogy mérje fel a homokvidéket, és tegyen javaslatot a homok „megszelídítésére”. Ebben az időben az erős szelek és viharok egészen Bécsig és Pestig elvitték a puszta homokját. Tíz évnyi munka után Bachofen azt jelentette, hogy a homok 406,5 négyzetkilométernyi területet borít, amiből 168 négyzetkilométernyi laza homok. A homok megkötésére Bachofen erdősítési tervet készített, amelyet 1818-ban fogadtak el. Ezt követően közel 300 négyzetkilométernyi homokos területet erdősítettek, de 250 négyzetkilométernyi erdő leégett három tűz során, amelyeket az emberi gondatlanság okozott.
Az 1890-es években a homokpuszta peremén szőlőtelepítés indult; ekkor alakult ki Emánueltelep Dunadombó, Wekerletelep Nagykárolyfalva, Fejértelep Izbistye, illetve Pálffy-telep Gerebenc határában.
A második világháború alatt a homok a jugoszláv partizánok búvóhelye volt. A számos rejtekhely közül csak egy maradt fenn, egy rögtönzött kórház Čardak mellett. Itt található egy emlékmű is azoknak a zsidóknak az emlékére, akiket Belgrádból szállítottak el, és a homokpusztán végeztek ki a német megszállás alatt.
A háború után számos ifjúsági brigádmunkát szerveztek a homokpusztán. Az 1980-as évek végéig foglalkoztak a homok megkötésével, tűzoltó útvonalak kialakításával, útjavítással; közben a résztvevők számára kiépült a Čardak telep. Ezt eredetileg turisztikai és sportlétesítménynek szánták, de idővel elhanyagolták, és az 1990-es évektől a délszláv háború menekültjei használták. Ezt követően oktatási és pihenési célú központtá alakították át. 2020. márciusban a helyi hatóságok úgy döntöttek, hogy a Vajdaságba érkezett közel-keleti menekültek elhelyezésére használják. A helyi lakosság tiltakozása miatt a döntést egy héten belül visszavonták, és Covid19-karanténná nyilvánították.
2002 óta a terület Szerbia javasolt világörökségi helyszínei között szerepel.

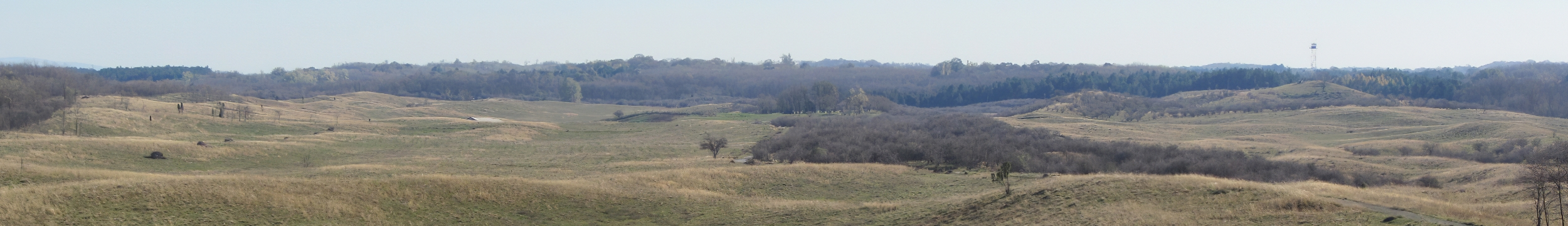
Panoráma

## A populáris kultúrában
A homokpusztán számos külföldi és szerb filmet forgattak, mint például: Dzsingisz kán (1965), Találkoztam boldog cigányokkal is (1967), Nemsokára világvége lesz (1968), Ki énekel ott? (1980), '68 szeszélyes nyara (1984), A rigómezei csata (1989), Belo odelo (1999), Szent György lelövi a sárkányt (2009).

## Fordítás
- Ez a szócikk részben vagy egészben  a   Deliblatska Peščara című angol Wikipédia-szócikk ezen változatának fordításán alapul.  Az eredeti cikk szerkesztőit annak laptörténete sorolja fel. Ez a jelzés csupán a megfogalmazás eredetét és a szerzői jogokat jelzi, nem szolgál a cikkben szereplő információk forrásmegjelöléseként.